# 室堂ターミナル
室堂ターミナル（むろどうターミナル）は、富山県中新川郡立山町芦峅寺の室堂平にあるバスターミナル。本記事では、無軌条電車（トロリーバス）の鉄道駅として建物に併設されていた室堂駅（むろどうえき）についても説明する。

## 利用可能な路線
- 立山黒部貫光
  - 立山トンネル電気バス
  - 立山高原バス（路線バス）
- 富山地方鉄道
  - 富山空港・富山駅行き（室堂直通バス）※季節運行
  - 黒部宇奈月温泉駅・宇奈月温泉行き（アルペンライナー）※シーズン中の土休日運行
- 富山地方鉄道・西武観光バス・東急バス（高速バス）
  - 池袋駅東口・新宿東急歌舞伎町タワー・渋谷駅（渋谷フクラス）・東京駅南口（丸の内口）※シーズン中の期間運行

## 歴史

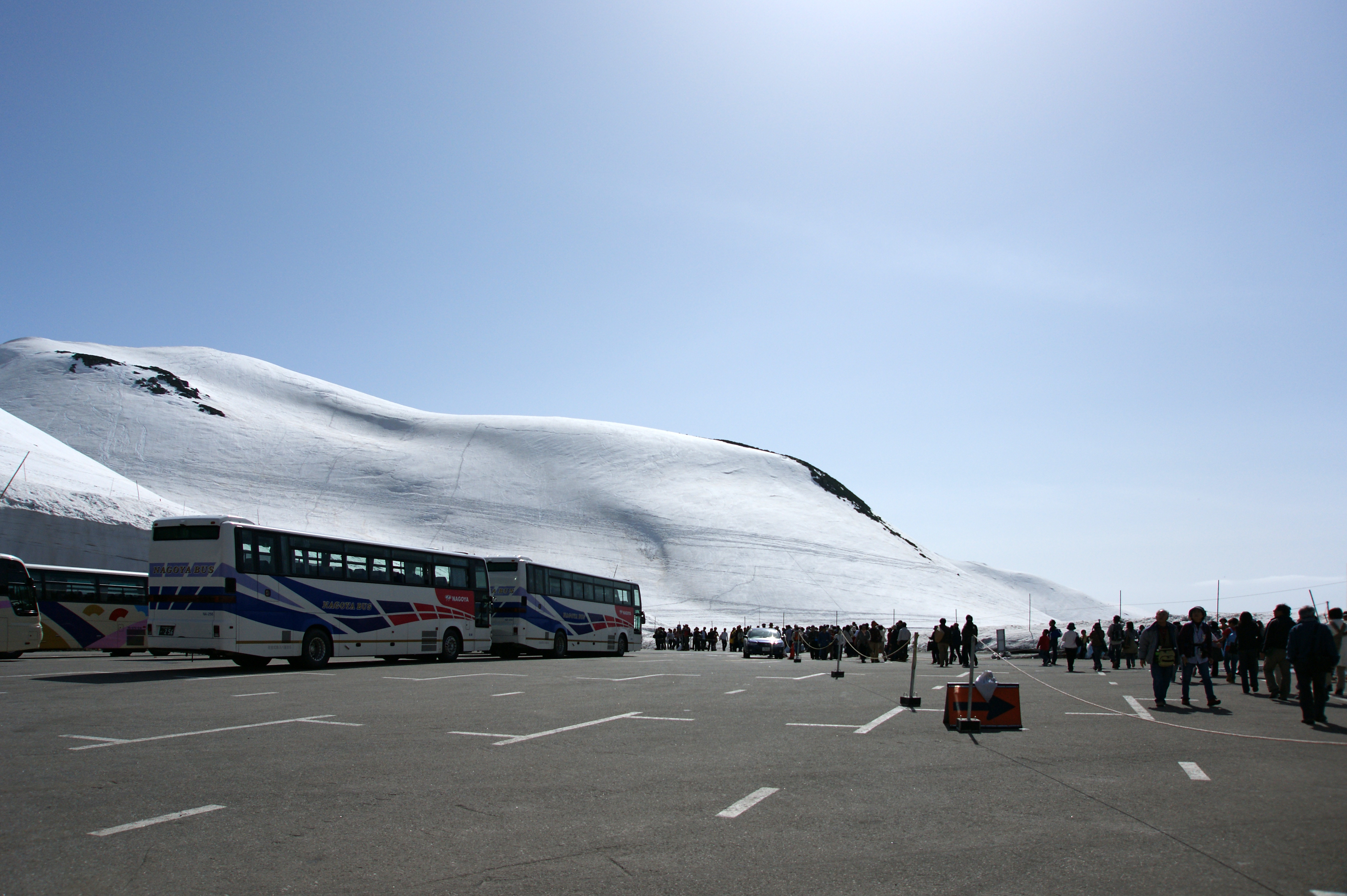
屋外のバス停車スペース

- 1964年（昭和39年）6月20日：立山高原バス道路の室堂までの開通に伴い、立山高原バスの室堂バス停が設置される（当時はプレハブ造りの建物があるだけだった）[4][5]。
- 1969年（昭和44年）5月8日：現在のターミナルビルを着工（村田政真建築設計事務所の設計、前田建設工業の施工による）[2]。
- 1971年（昭和46年）4月25日：立山トンネルバスが運行を開始し[4]、ターミナルビルが営業を開始する[2]。
- 1972年（昭和47年）8月28日：ホテル立山が竣工し、室堂ターミナルが全館完成[6]。
- 1996年（平成8年）4月23日：立山トンネル内のバスをトロリーバスに転換し、鉄道事業法上の駅となる[7]。
- 2024年（令和6年）12月1日：立山トンネルトロリーバスの電気バス転換（鉄道事業の廃止）に伴い、鉄道駅の室堂駅は廃止される[8][9]。
- 2025年（令和7年）4月15日：立山トンネル電気バスが運行開始[10]。

## 構造
建物は外壁打放し塗装仕上げの鉄筋コンクリート造りで高さ25m、積雪強度10m、鉄板葺、地下1階地上3階建てである。立山トンネルの入口とほぼ一体化した構造になっている。建築面積は2,118 m2、延床面積は6,236 m2
- 1階 立山トンネル電気バス・立山高原バスのりば
- 2階 レストラン
- 3階 展望台・散策道出入口
- 別館（3階建） 立山自然保護センター（2000年7月21日に開館[11]）

## 隣の停留所
- 大観峰（立山トンネル電気バス）
- 天狗平（立山高原バス）

## 無軌条電車室堂駅
前記の通り、1996年の立山トンネルバスのトロリーバス転換にともない、トンネルバス乗り場が鉄道駅の「室堂駅」となった。2024年のトロリーバスの廃止により、鉄道駅としては廃止された。
立山トンネルトロリーバス廃止前は日本最高地点（標高2,450m）の鉄道駅であった。トロリーバスの廃止にともない、日本最高地点の鉄道駅は同じ立山黒部アルペンルートにある立山黒部貫光黒部ケーブルカーの黒部平駅（標高1,828m）となった。なお、ロープウェイも含めると、日本最高地点は当駅のあった時代も含めて中央アルプス観光駒ヶ岳ロープウェイの千畳敷駅（標高2,611.5m）である。
鉄道駅であった時代には、第1回中部の駅百選に選定されている。

### 隣の駅
立山黒部貫光
無軌条電車線（立山トンネルトロリーバス）
室堂駅 - 大観峰駅
大観峰駅との間には雷殿駅が存在したが、1998年8月10日から休止となり、2013年11月30日に廃止された。

## 周辺

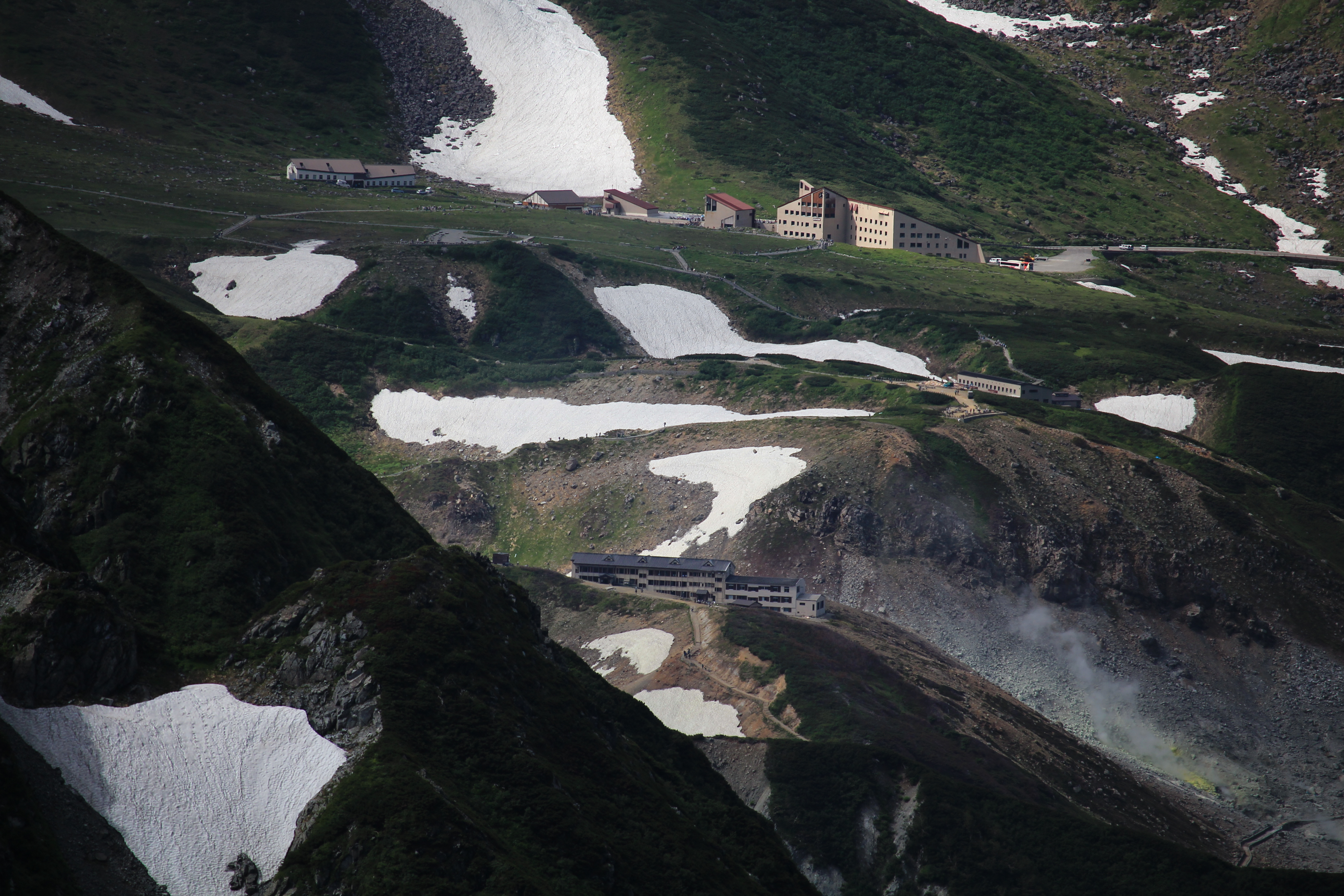
剱岳の早月尾根上部から望む室堂と地獄谷、手前に雷鳥荘、その右奥にみくりが池温泉、最奥に左から室堂小屋、ホテル立山に併設されている室堂ターミナル

- ホテル立山（ターミナルに隣接）
- 立山室堂（室堂小屋）
- みくりが池温泉
- 地獄谷
- 奥大日岳

## その他
- 建設位置については、立山の自然美を損ねないよう、室堂平溶岩台地の先端（大谷斜面）で建造物が室堂平からあまり見えないようにした上で、雪崩や鉄砲水の危険性を減らし、暴風雪時にも遭難防止のための道標としての役割を持たせるため、現在の位置となった[2]。
- 室堂ターミナルで使われている水道水は立山トンネル建設時の破砕帯から噴出した湧水を利用している[13]。